# 埼玉県道303号弥藤吾行田線

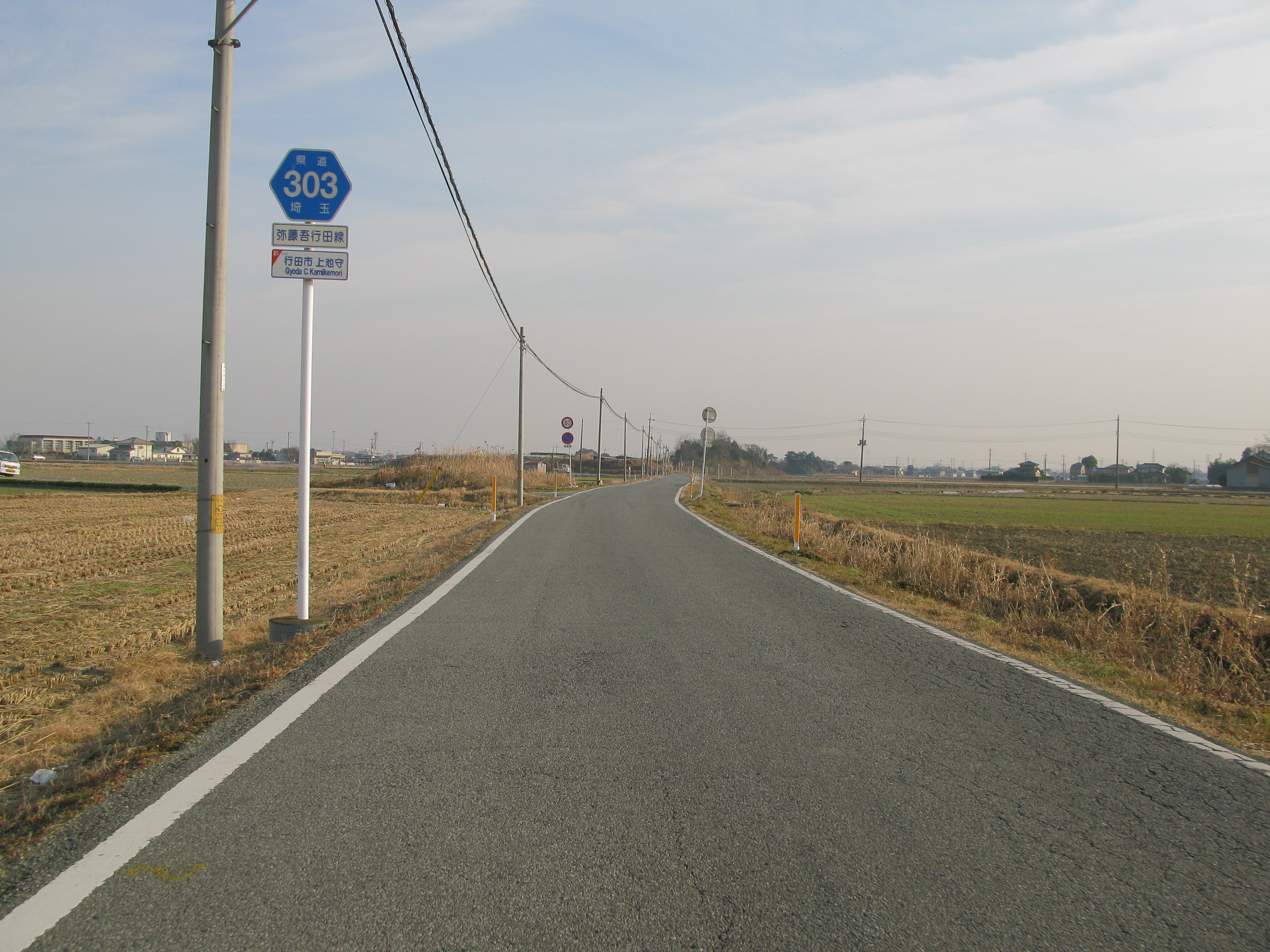
行田市上池守地区

埼玉県道303号弥藤吾行田線（さいたまけんどう303ごう やとうごぎょうだせん）は、埼玉県熊谷市弥藤吾の群馬県道・埼玉県道341号太田熊谷線との交差点を起点とし、行田市本丸の埼玉県道128号熊谷羽生線との交差点を終点とする県道である。

## 路線データ
- 起点：埼玉県熊谷市（群馬県道・埼玉県道341号太田熊谷線 弥藤吾交点）
- 終点：埼玉県行田市（埼玉県道128号熊谷羽生線 行田市役所入口交差点）

## 概要
旧大里郡妻沼町と行田市を結ぶ道路であるが狭い区間が多く、幹線的な役割は一切果たしていなかった。狭い区間などは近年の整備により対面2車線の新道が整備されたが、それ以前に造られた現道はほとんどが対面2車線になっているものの、歩道は整備されていない箇所やクランク状のカーブ（旧妻沼町域など）があるなど、まだまだ危険な区間が多い。
熊谷市大塚から池上の間は、彩の国まごころ国体関連整備により新道が整備された。

## 通過する市町村
- 熊谷市
- 行田市

## 交差する道路
- 群馬県道・埼玉県道341号太田熊谷線 - 熊谷市弥藤吾
- 埼玉県道263号弁財深谷線 - 熊谷市上須戸（重複区間）
- 埼玉県道359号葛和田新堀線  - 熊谷市上中条 荒宿交差点
- 埼玉県道83号熊谷館林線 - 熊谷市上中条（セブン-イレブン熊谷上中条店前）から上中条交差点（重複区間）
- 熊谷市道（通称）スポーツ公園通り - 熊谷市上中条
- 埼玉県道362号上中条斎条線 - 熊谷市上中条（重複区間）
- 埼玉県道178号北河原熊谷線 - 熊谷市大塚
- 埼玉県道128号熊谷羽生線・国道125号行田バイパス - 熊谷市池上から上池守交差点（重複区間）
- （秩父鉄道秩父本線踏切） - 行田市矢場
- 埼玉県道128号熊谷羽生線 - 行田市本丸 行田市役所入口交差点

## 沿線の主要施設
- 埼玉県立妻沼高等学校 - 熊谷市弥藤吾
- 熊谷スポーツ文化公園- 熊谷市大塚
- 行田市駅
- 行田市役所
- 埼玉県行田地方庁舎

## ギャラリー

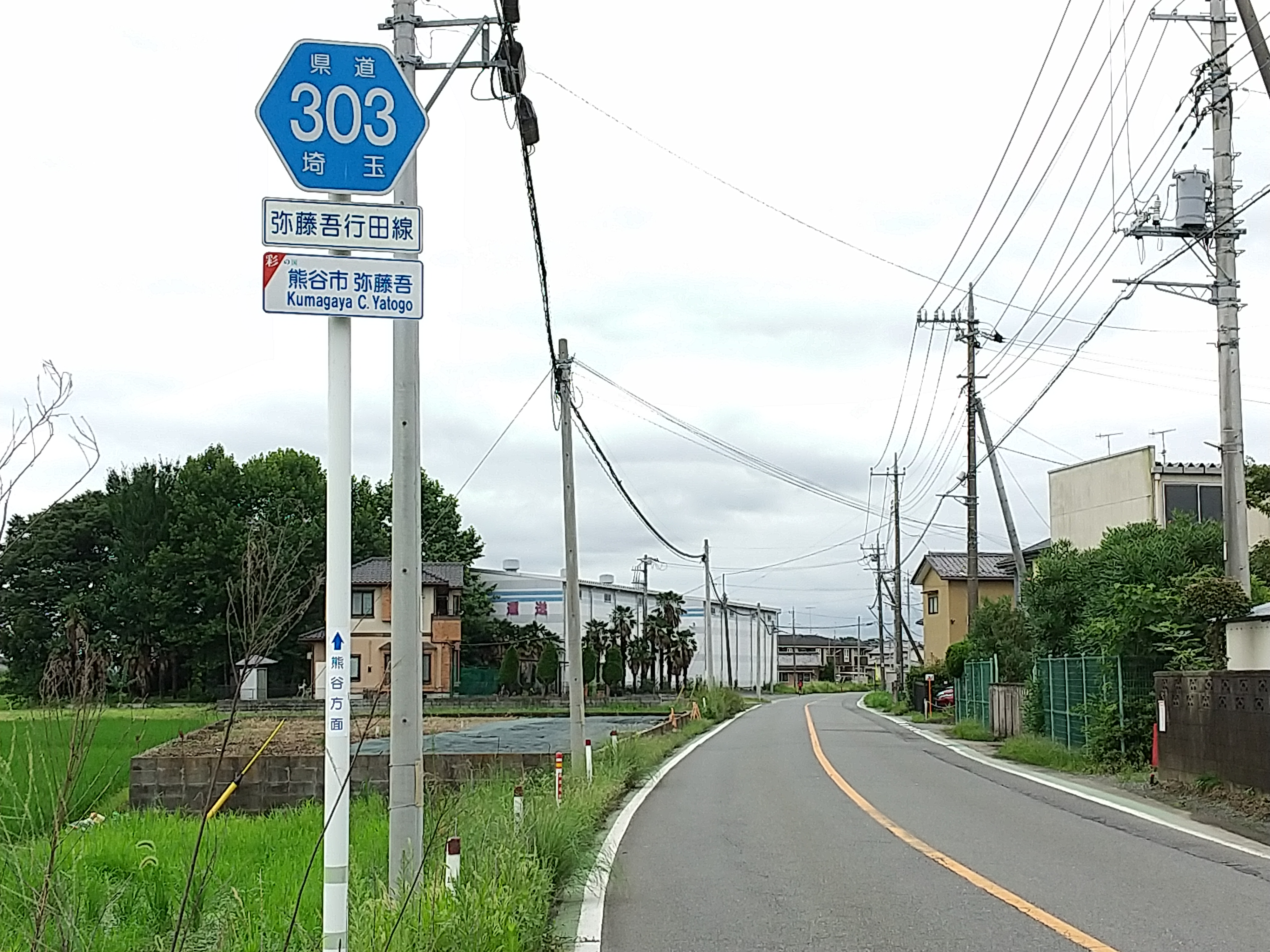
熊谷市弥藤吾付近
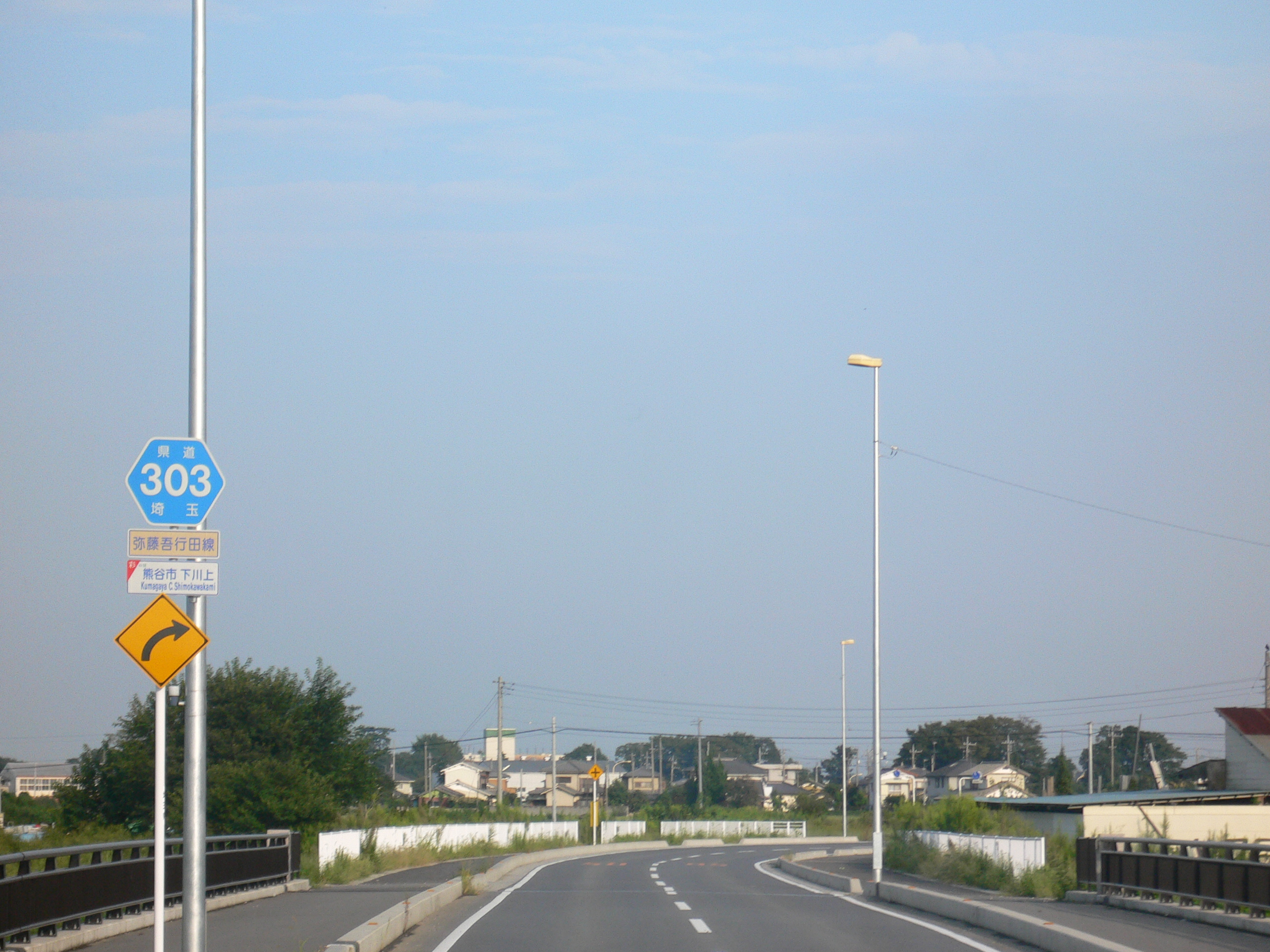
熊谷市下川上付近（新道）
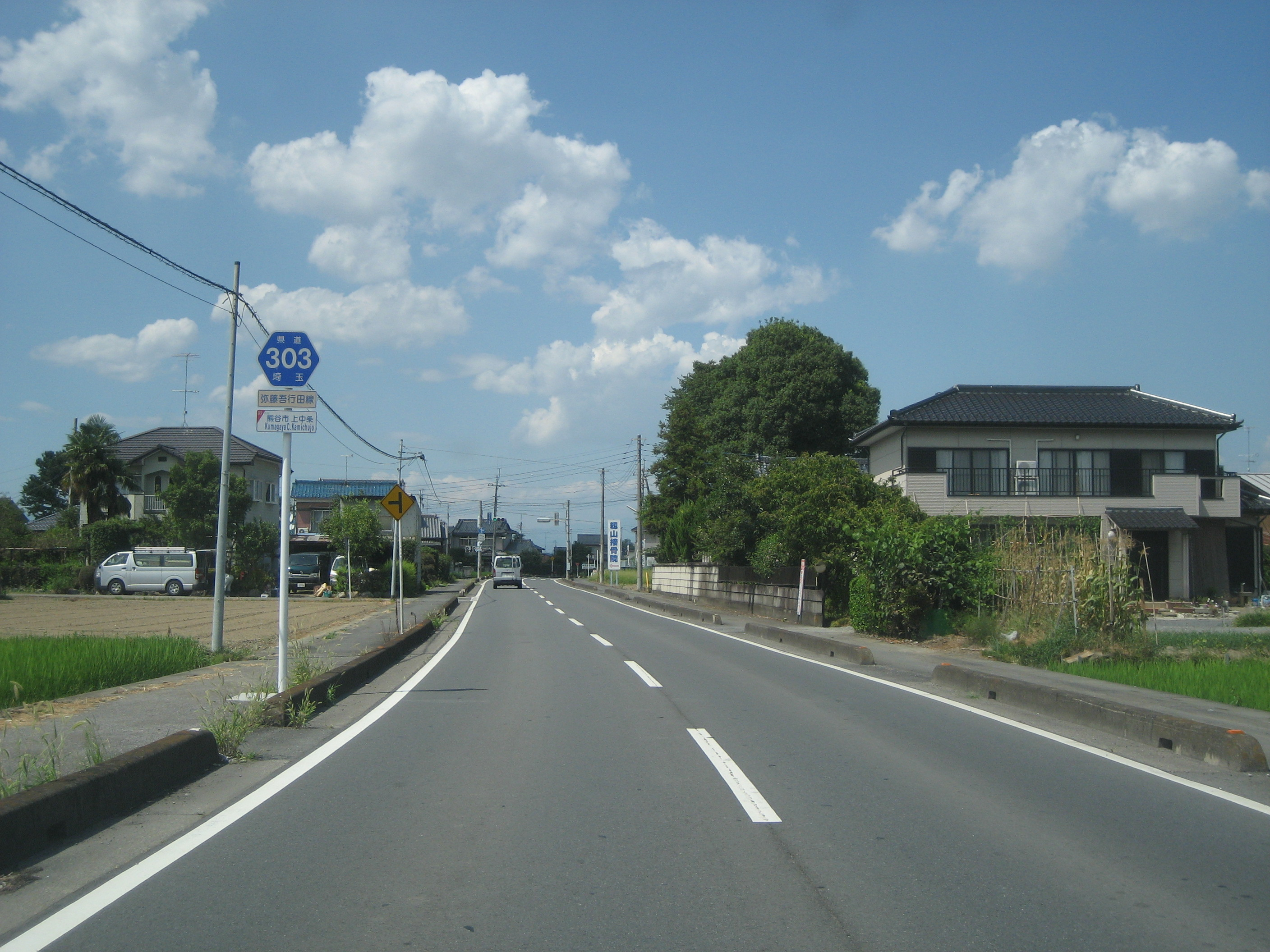
熊谷市上中条付近
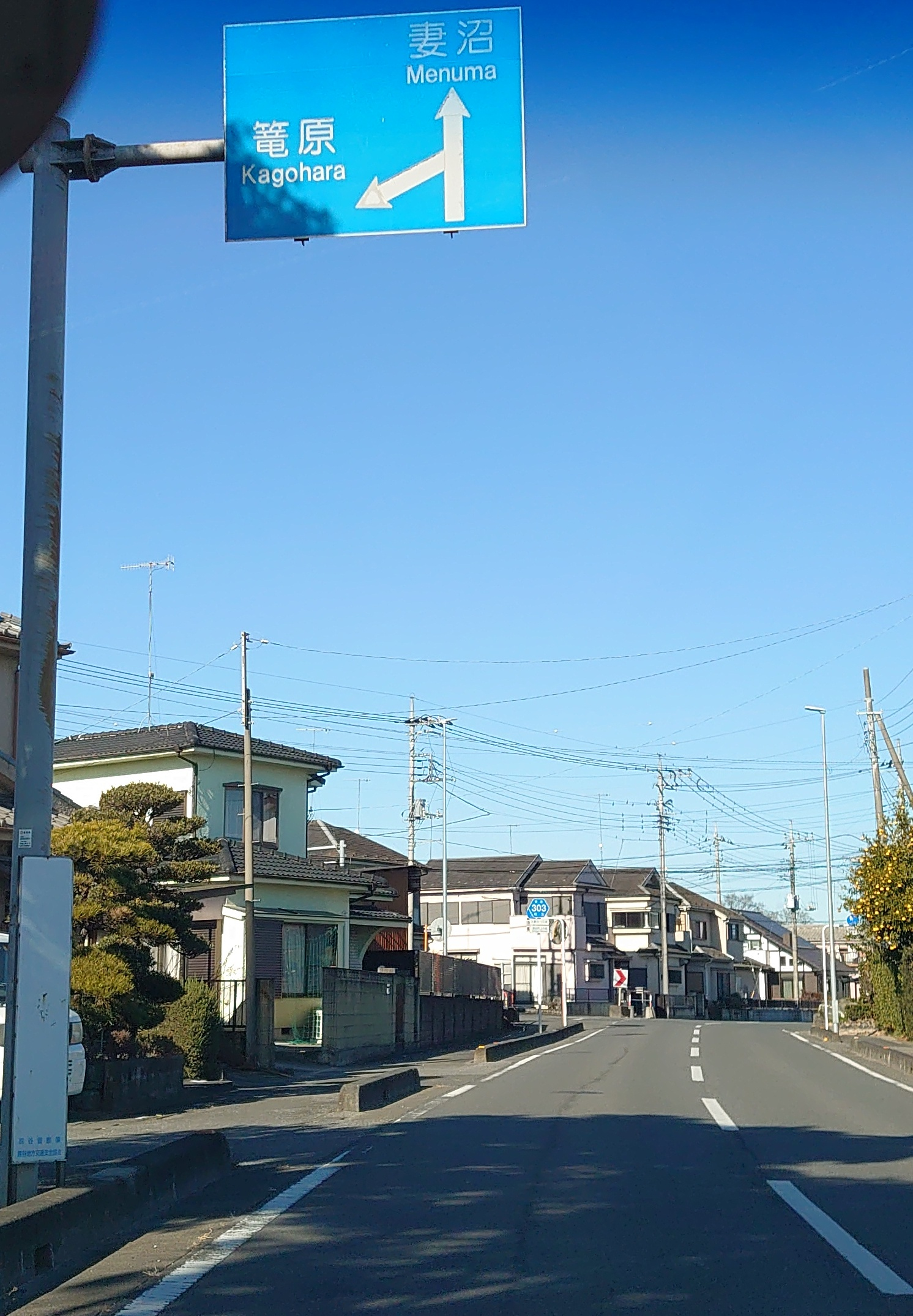
熊谷市上中条字荒宿付近